# HD 83944
HD 83944, nota anche come m Carinae, è una stella di magnitudine 4,51 situata nella costellazione della Carena. Dista 224 anni luce dal sistema solare.

## Osservazione
Si tratta di una stella situata nell'emisfero celeste australe. La sua posizione è fortemente australe e ciò comporta che la stella sia osservabile prevalentemente dall'emisfero sud, dove si presenta circumpolare anche da gran parte delle regioni temperate; dall'emisfero nord la sua visibilità è invece limitata alle regioni temperate inferiori e alla fascia tropicale. La sua magnitudine pari a 4,5 fa sì che possa essere scorta solo con un cielo sufficientemente libero dagli effetti dell'inquinamento luminoso.
Il periodo migliore per la sua osservazione nel cielo serale ricade nei mesi compresi fra febbraio e giugno; nell'emisfero sud è visibile anche per buona parte dell'inverno, grazie alla declinazione australe della stella, mentre nell'emisfero nord può essere osservata limitatamente durante i mesi primaverili boreali.

## Caratteristiche fisiche
La stella è di tipo spettrale B9IV-V; viene quindi classificata come subgigante bianco-azzurra o stella bianco-azzurra di sequenza principale a seconda delle fonti prese come riferimento. Ha una massa poco meno del triplo di quella solare ed un raggio 2,6 volte superiore, con una temperatura superficiale di circa 10750 K.
La sua magnitudine assoluta è di +0,31 e la sua velocità radiale positiva indica che la stella si sta allontanando dal sistema solare.